# Euryphrissa plumipes
Euryphrissa plumipes is een vlinder uit de familie wespvlinders (Sesiidae), onderfamilie Sesiinae.
Euryphrissa plumipes is voor het eerst wetenschappelijk beschreven door Walker in 1865. De soort komt voor in het Neotropisch gebied.